# Zapasy na Letnich Igrzyskach Olimpijskich 2004 – kategoria do 96 kg w stylu klasycznym
Rywalizacja w wadze do 96 kg mężczyzn w zapasach w stylu klasycznym na Letnich Igrzyskach Olimpijskich 2004 została rozegrana 25 i 26 sierpnia. Zawody odbyły się w hali Ano Liosia Olympic Hall w Ano Liosia.
W zawodach wzięło udział 22 zawodników.

## Klasyfikacja[1]
| Pozycja | Nazwisko            |
| ------- | ------------------- |
|         | Karam Dżabir        |
|         | Ramaz Nozadze       |
|         | Mehmet Özal         |
| 4       | Ernesto Peña        |
| 5       | Giennadij Czchaidze |
| 6       | Gogi Koguaszwili    |
| 7       | Jeorjos Kutsiumbas  |
| 8       | Kałojan Dinczew     |
| 9       | Lajos Virág         |
| 10      | Marek Sitnik        |
| 11      | Mirko Englich       |
| 12      | Siarhiej Lisztwan   |
| 13      | Mindaugas Ežerskis  |
| 14      | Aleksiej Czegłakow  |
| 15      | Petru Sudureac      |
| 16      | Dawyd Sałdadze      |
| 17      | Igors Kostins       |
| 18      | Martin Lidberg      |
| 19      | Garrett Lowney      |
| 20      | John Tarkong        |
| 21      | Äset Mämbetow       |
| DQ      | Masud Haszemzade    |

Masud Haszemzade został zdyskwalifikowany za niesportowe zachowanie i protesty po walce o brązowy medal.

## Zasady
Uczestnicy zostali podzielni na grupy. Najlepszy zawodnik awansował do dalszej rywalizacji w rundzie finałowej
- TF – Łopatki
- ST – Przewaga (10 punktów różnicy, przewaga techniczna)
- PP – Na punkty (Pokonany zdobył punkty)
- PO – Na punkty (Pokonany bez punktów)
- PA – Kontuzja
- CP – Punkty
- TP – Punkty techniczne/Czas

## Wyniki[2]

### Grupa 1
| Miejsce | Zawodnik          | Kraj     | W | P | CP | TP |
| ------- | ----------------- | -------- | - | - | -- | -- |
| 1       | Gogi Koguaszwili  | Rosja    | 2 | 0 | 6  | 8  |
| 2       | Siarhiej Lisztwan | Białoruś | 1 | 1 | 4  | 0  |
| 3       | Martin Lidberg    | Szwecja  | 0 | 2 | 1  | 1  |

| Zapaśnik 1        | Zapaśnik 2        | CP  |    | TP  |
| ----------------- | ----------------- | --- | -- | --- |
| Gogi Koguaszwili  | Martin Lidberg    | 3-1 | PP | 3-1 |
| Siarhiej Lisztwan | Gogi Koguaszwili  | 0-3 | PO | 0-5 |
| Martin Lidberg    | Siarhiej Lisztwan | 0-4 | PA |     |

### Grupa 2
| Miejsce | Zawodnik       | Kraj    | W | P | CP | TP |
| ------- | -------------- | ------- | - | - | -- | -- |
| 1       | Ramaz Nozadze  | Gruzja  | 2 | 0 | 6  | 6  |
| 2       | Mirko Englich  | Niemcy  | 1 | 1 | 4  | 4  |
| 3       | Dawyd Sałdadze | Ukraina | 0 | 2 | 2  | 2  |

| Zapaśnik 1     | Zapaśnik 2     | CP  |    | TP  |
| -------------- | -------------- | --- | -- | --- |
| Ramaz Nozadze  | Mirko Englich  | 3-1 | PP | 3-1 |
| Dawyd Sałdadze | Ramaz Nozadze  | 1-3 | PP | 1-3 |
| Mirko Englich  | Dawyd Sałdadze | 3-1 | PP | 3-1 |

### Grupa 3
| Miejsce | Zawodnik            | Kraj      | W | P | CP | TP |
| ------- | ------------------- | --------- | - | - | -- | -- |
| 1       | Giennadij Czchaidze | Kirgistan | 2 | 0 | 7  | 15 |
| 2       | Kałojan Dinczew     | Bułgaria  | 1 | 1 | 5  | 13 |
| 3       | John Tarkong        | Palau     | 0 | 2 | 0  | 0  |

| Zapaśnik 1          | Zapaśnik 2          | CP  |    | TP   |
| ------------------- | ------------------- | --- | -- | ---- |
| John Tarkong        | Giennadij Czchaidze | 0-4 | ST | 0-10 |
| Kałojan Dinczew     | John Tarkong        | 4-0 | ST | 11-0 |
| Giennadij Czchaidze | Kałojan Dinczew     | 3-1 | PP | 5-2  |

### Grupa 4
| Miejsce | Zawodnik           | Kraj    | W | P | CP | TP |
| ------- | ------------------ | ------- | - | - | -- | -- |
| 1       | Masud Haszemzade   | Iran    | 2 | 0 | 7  | 7  |
| 2       | Mindaugas Ežerskis | Litwa   | 1 | 1 | 3  | 6  |
| 3       | Petru Sudureac     | Rumunia | 0 | 2 | 2  | 3  |

| Zapaśnik 1         | Zapaśnik 2         | CP  |    | TP   |
| ------------------ | ------------------ | --- | -- | ---- |
| Petru Sudureac     | Masud Haszemzade   | 1-3 | PP | 2-2  |
| Mindaugas Ežerskis | Petru Sudureac     | 3-1 | PP | 3-1  |
| Masud Haszemzade   | Mindaugas Ežerskis | 4-0 | TF | 4:43 |

### Grupa 5
| Miejsce | Zawodnik           | Kraj       | W | P | CP | TP |
| ------- | ------------------ | ---------- | - | - | -- | -- |
| 1       | Mehmet Özal        | Turcja     | 2 | 0 | 6  | 7  |
| 2       | Aleksiej Czegłakow | Uzbekistan | 1 | 1 | 3  | 3  |
| 3       | Igors Kostins      | Łotwa      | 0 | 2 | 1  | 2  |

| Zapaśnik 1         | Zapaśnik 2         | CP  |    | TP  |
| ------------------ | ------------------ | --- | -- | --- |
| Aleksiej Czegłakow | Igors Kostins      | 3-1 | PP | 3-2 |
| Mehmet Özal        | Aleksiej Czegłakow | 3-0 | PO | 3-0 |
| Igors Kostins      | Mehmet Özal        | 0-3 | PO | 0-5 |

### Grupa 6
| Miejsce | Zawodnik       | Kraj              | W | P | CP | TP |
| ------- | -------------- | ----------------- | - | - | -- | -- |
| 1       | Ernesto Peña   | Kuba              | 2 | 0 | 6  | 8  |
| 2       | Lajos Virág    | Węgry             | 1 | 1 | 4  | 5  |
| 3       | Garrett Lowney | Stany Zjednoczone | 0 | 2 | 1  | 2  |

| Zapaśnik 1     | Zapaśnik 2     | CP  |    | TP  |
| -------------- | -------------- | --- | -- | --- |
| Garrett Lowney | Ernesto Peña   | 1-3 | PP | 1-3 |
| Lajos Virág    | Garrett Lowney | 3-0 | PO | 4-0 |
| Ernesto Peña   | Lajos Virág    | 3-1 | PP | 5-1 |

### Grupa 7
| Miejsce | Zawodnik           | Kraj       | W | P | CP | TP |
| ------- | ------------------ | ---------- | - | - | -- | -- |
| 1       | Karam Dżabir       | Egipt      | 3 | 0 | 10 | 20 |
| 2       | Jeorjos Kutsiumbas | Grecja     | 2 | 1 | 7  | 13 |
| 3       | Marek Sitnik       | Polska     | 1 | 2 | 4  | 5  |
| 4       | Äset Mämbetow      | Kazachstan | 0 | 3 | 0  | 0  |

| Zapaśnik 1         | Zapaśnik 2    | CP  |    | TP   |
| ------------------ | ------------- | --- | -- | ---- |
| Jeorjos Kutsiumbas | Äset Mämbetow | 3-0 | PO | 4-0  |
| Karam Dżabir       | Marek Sitnik  | 3-0 | PO | 6-0  |
| Jeorjos Kutsiumbas | Karam Dżabir  | 1-3 | PP | 6-11 |
| Äset Mämbetow      | Marek Sitnik  | 0-3 | PO | 0-3  |
| Jeorjos Kutsiumbas | Marek Sitnik  | 3-1 | PP | 3-2  |
| Äset Mämbetow      | Karam Dżabir  | 0-4 | TF | 1:28 |

### Runda finałowa[3]
|  | Ćwierćfinały        | Ćwierćfinały        | Ćwierćfinały |  |  | Półfinały        | Półfinały        | Półfinały    |    |               | Finał                 | Finał                 | Finał                 |
|  |                     |                     |              |  |  |                  |                  |              |    |               |                       |                       |                       |
|  | Gogi Koguaszwili    | Gogi Koguaszwili    | 0            |  |  |                  |                  |              |    |               |                       |                       |                       |
|  | Ramaz Nozadze       | Ramaz Nozadze       | 3            |  |  | Ramaz Nozadze    | Ramaz Nozadze    | 4            |    |               |                       |                       |                       |
|  | Giennadij Czchaidze | Giennadij Czchaidze | 1            |  |  | Masud Haszemzade | Masud Haszemzade | 2            |    |               |                       |                       |                       |
|  | Masud Haszemzade    | Masud Haszemzade    | 3            |  |  |                  |                  |              |    | Ramaz Nozadze | Ramaz Nozadze         | 1                     |                       |
|  | Mehmet Özal         | Mehmet Özal         | 4            |  |  |                  | Karam Dżabir     | Karam Dżabir | 12 |               |                       |                       |                       |
|  | Ernesto Peña        | Ernesto Peña        | 1            |  |  | Mehmet Özal      | Mehmet Özal      | 0            |    |               |                       |                       |                       |
|  |                     |                     |              |  |  | Karam Dżabir     | Karam Dżabir     | 11           |    |               | Walka o brązowy medal | Walka o brązowy medal | Walka o brązowy medal |
|  |                     |                     |              |  |  |                  |                  |              |    |               |                       |                       |                       |
|  |                     |                     |              |  |  |                  |                  |              |    |               | Masud Haszemzade      | Masud Haszemzade      | 2                     |
|  |                     |                     |              |  |  |                  |                  |              |    |               | Mehmet Özal           | Mehmet Özal           | 3                     |

|  |                     |                     |   |
|  | o 5 miejsce         |                     |   |
|  |                     |                     |   |
|  |                     |                     |   |
|  |                     |                     |   |
|  | Giennadij Czchaidze | Giennadij Czchaidze | 0 |
|  | Giennadij Czchaidze | Giennadij Czchaidze | 0 |
|  | Ernesto Peña        | Ernesto Peña        | 4 |
|  | Ernesto Peña        | Ernesto Peña        | 4 |
|  |                     |                     |   |